# Żylaki
Żylaki (łac. varix) – nadmierne rozszerzenie żył, mogące powodować pękanie ścianek żył i owrzodzenia.
Najczęściej występują:
- żylaki kończyn dolnych
- żylaki przełyku
- żylaki odbytu

Rzadziej:
- pęcherza moczowego
- macicy
- pochwy
- powrózka nasiennego

Etiologia żylaków jest różna w zależności od umiejscowienia.

Przeczytaj ostrzeżenie dotyczące informacji medycznych i pokrewnych zamieszczonych w Wikipedii.